# Hütte (Elberfeld)
Hütte  war eine Ortslage auf dem Stadtgebiet der bergischen Großstadt Wuppertal in der Wupperaue gegenüber Ochsenkamp. Sie lag bei den heutigen Straßen Moritzstraße Ecke Ernststraße. Der Name Hütte ist als eigenständige Bezeichnung für diese Ortslage nicht mehr vorhanden.

## Lage und Beschreibung
Die Ortslage befindet sich im Osten des Wohnquartiers Arrenberg im Stadtbezirk Elberfeld-West auf einer Höhe von 141 m ü. NHN. Sie ist bereits gegen Ende des 19. Jahrhunderts in der innerstädtischen Bebauung Wuppertals aufgegangen.
Benachbarte Ortslagen im 19. Jahrhundert waren der Siedlungskern von Arrenberg, Obere Steinbeck, Mittlere Steinbeck, Untere Steinbeck, Ochsenkamp, Am Brill und Aue.

## Geschichte
Hütte geht auf einen frühneuzeitlichen Kotten zurück. Auf der Topographia Ducatus Montani des Erich Philipp Ploennies aus dem Jahre 1715 ist der Kotten als binnenwits-hütte verzeichnet. Auf der Topographischen Aufnahme der Rheinlande von 1824 ist ein Ort als In der Hütte verzeichnet, auf der Preußischen Uraufnahme von 1843 trägt der Ort den Namen Hütte.
1815/16 besaß der Ort 46 Einwohner. 1832 gehörte der Ort zur Steinbeck- und Arrenberger Rotte des ländlichen Außenbezirks des Kirchspiels und der Stadt Elberfeld. Der laut der Statistik und Topographie des Regierungsbezirks Düsseldorf als Garnfärberei kategorisierte Ort wurde als an der Hütten bezeichnet und besaß zu dieser Zeit drei Wohnhäuser, eine Fabrik und zwei landwirtschaftliche Gebäude. Zu dieser Zeit lebten 46 Einwohner im Ort, sechs katholischen und 40 evangelischen Glaubens.